# Utricularia malabarica
Utricularia malabarica — вид рослин із родини пухирникових (Lentibulariaceae). 

## Біоморфологічна характеристика
Невеликий однорічник. Трава. Ризоїди зазвичай відсутні, якщо є у довжину до 1 см, у товщину ≈ 0.2 мм, залозисті. Столони у довжину до 2 см, у товщину ≈ 0.2 мм, рясно розгалужені. Листові органи до 4 × 1.5 мм, від зворотно-яйцюватих до зворотно-ланцетних, 3-жилкові, закруглені на верхівці. Пастки в діаметрі до 1.5 мм, кулясті; ніжка залозиста; рот базальний; придатків 2, шилоподібні, прості. Суцвіття завдовжки 2–6.5 см, у товщину ≈ 0.6 мм, прямовисні, голі, кутасті, з одного боку жолобчасті, 1–4-квіткові. Частки чашечки ≈ 2 × 2 мм (при плодах ≈ 3 × 3 мм), яйцеподібні; верхня частка загострена на верхівці; нижня двозуба на верхівці. Віночок синій з білим вкрапленням; верхня губа ≈ 2,5 × 1.5 мм, довгаста, усічена чи виїмчаста на верхівці, нижня ≈ ≈ 4 × 5 мм, майже округла, в горлі волосиста, на верхівці вирізана; шпора ≈ 4.5 мм завдовжки, тонка, гостра на верхівці. Коробочки ≈ 2,8 × 1.8 мм, від яйцюватих до субкулястих. Насіння ≈ 0,25 мм завдовжки, яйцеподібне. Період цвітіння й плодоношення: серпень

## Середовище проживання
Зростає в Індії — ендемік району Касарагод штату Керала.
Населяє вологі латеритові породи в асоціації з ериокаулонами і травами.